# Kyklop
En kyklop (Κύκλωψ/ Κύκλωπες , Kuklōps/Kuklōpes; græsk "rundt/cirkel øje") er en kæmpe med kun ét øje, der sidder midt i panden. Omtales inden for den græske mytologi.
Den mest kendte kyklop er Polyfemos (Polyphemos) som optræder i Odysseen som gigantisk fårehyrde. De beskrives som uciviliserede men de er elsket af guderne der sørger for at deres jord altid er frodig så de ikke behøves at arbejde. De var efterkommere af guder. Polyfemos var søn af Poseidon.
Odysseus og hans mænd var indespærrede i Polyfemos grotte sammen med Polyfemos fåreflok hvor han havde til hensigt at spise dem. For at komme ud blindede mændene ham mens han sov ved at stikke en brændende pæl i øjet på ham. Herefter hang hver mand under bugen på et får og Polyfemos opdagede ikke dette da han, for at kontrollere at mændene ikke slap ud, strøg hvert får over ryggen da de om morgenen forlod grotten for at græsse.
Før Odysseus brændte øjet ud på Polyfemos, sagde han til Polyfemos at hans eget navn var "Ingen".
Så da Polyfemos, efter at have fået brændt øjet ud, råbte efter hjælp hos de andre kykloper, gad ingen af kykloperne hjælpe ham, da Polyfemos jo selv udtrykte sig: "Hjælp, "Ingen" har brændt øjet ud på mig!".
Odysseus' møde med Polyfemos er at finde i Homers Odyssé, sang 9.

## Eksterne kilder
- Wikimedia Commons har flere filer relateret til Kyklop
- Kykloper i Salmonsens Konversationsleksikon (2. udgave, 1923)

| Mytologi | Spire Denne artikel om mytologi er en spire som bør udbygges. Du er velkommen til at hjælpe Wikipedia ved at udvide den. |